# Клаус, Эдгар
Эдгар Клаус (нем. Edgar Klaus; 28 октября 1879, Рига — 1 апреля 1946) — немецкий коммерсант, агент разведки СССР.

## Биография
Родился в Риге (Российская империя) в семье управляющего поместьем Ицика Клауса, переселившегося из штетла Бауск в Ригу и принявшего протестантство. После окончания школы, поступил в Казанский университет. Работал в банке, в Самаре, Москве и Риге. В 1915 году устроился работать в Красный крест, много ездил по лагерям военнопленных, революция застала его в Иркутске. После окончания Первой мировой он занимался организацией возвращения военнопленных немцев на родину. В начале двадцатых годов Клаус, в качестве секретаря датского консульства, уезжает в Германию и женится на шведке русского происхождения.
После прихода к власти Гитлера, он уезжает в Словению, где становится крупным коммерсантом. В начале 1941 года Эдгар Клаус перебрался в литовский город Каунас. Эдгар Клаус утверждал, что в Каунасе он занимался исключительно коммерческой деятельностью, но сотрудник консульства в Каунасе дал показания, что Клаус являлся агентом военного атташе в Ковно.

В 1941 году Клаус приезжает в Берлин, где знакомится с высшим руководством страны. Он встречался с Канарисом. 21 мая 1941 года Клаус покинул Германию и уехал в Швецию. Через два дня он был объявлен в розыск: гестапо разослало циркуляр, называвшийся «Евреи как переселенцы из балтийских стран».

Еврей Эдгар Клаус, род.28.10.79 в Риге, своими мошенническими махинациями причинил вред известному количеству переселенцев из Литвы. Уже многие годы он известен как аферист и мошенник, без права на то пользующийся титулами «консул в отставке» и «доктор». Клаус владеет немецким загранпаспортом и зарегистрирован как переселенец. Следует предполагать, что он уже находится на территории Рейха.
При обнаружении его следует арестовать и отправить соотв. телефонограмму. Клаус невысок, полноват, темноволос, носит большие темные роговые очки.

### Вербовка
В том же 1941 году на Клауса вышел сотрудник контрразведывательного отдела НКГБ Литовской ССР Александр Славин и, с санкции заместителя наркома госбезопасности Петра Гладкова Клаус был завербован агентом Вероника.

Из воспоминании Александра Славинаса:

В конце 1940 г. в Каунас прибывает на несколько дней военный атташе Германии в СССР генерал-майор Кестринг. Мне поручается анализировать все материалы о наблюдении за Кестрингом, во время его пребывания в Каунасе. К моему удивлению, выясняется, … Кестринг встречался с немецким коммерсантом Эдгаром Клаусом. Они, по-видимому, хорошо знакомы, ибо провели вдвоем на берегу Немана около трех часов, гуляя и осматривая берега реки.

Тщательный осмотр местности, где прогуливались Кестринг и Клаус, показал, что никаких военных объектов вблизи нет и никакого интереса с военной точки зрения эта местность не представляет.

Мне кажется, что Кестринг и Клаус беседовали на темы, которые не должны были стать известными советской разведке.

Гладков, однако, с такой оценкой прогулок Кестринга и Клауса не соглашается и выдвигает свою версию — Клаус и Кестринг хотели скрыть содержание своей беседы не от советской разведки, а от гестапо. Поэтому мы начинаем усиленно заниматься Клаусом. Я получаю разрешение познакомиться с Клаусом и по возможности установить с ним личные отношения.

### Сепаратные переговоры между Москвой и Берлином
18 июня 1943 года Клаус сообщил ответственному работнику МИД Германии Питеру Кляйсту, находившемуся в Стокгольме, что некие «друзья из советского посольства» просили передать представителю германского МИД мнение советской стороны о возможности сепаратных переговоров между Москвой и Берлином.